# Natalia Kubaty
Natalia Gizela Kubaty (ur. 10 listopada 1995) – polska zapaśniczka walcząca w stylu wolnym. Zajęła dwudzieste miejsce na mistrzostwach świata w 2017. Brązowa medalistka mistrzostw Europy w 2022. Trzecia na MŚ kadetów w 2012 roku. Zdobyła dziesięć medali mistrzostw Polski.
Jest absolwentką szkoły podstawowej nr 41 w Rudzie Śląskiej oraz zapaśniczej klasy sportowej w gimnazjum nr 5, a także technikum organizacji usług gastronomicznych.